# 6313-as mellékút (Magyarország)
A 6313-as számú mellékút egy majdnem pontosan harminc kilométer hosszú, négy számjegyű mellékút Tolna vármegye középső részén, a Tolnai-Hegyháton. Gyönk városa számára biztosít közúti összeköttetést egyrészt északi irányban, Pincehellyel és a 61-es főúttal, másrészt keleti irányban a 63-as főút felé, feltárva egyúttal a térség útba eső kisebb településeit is.

## Nyomvonala
A 6317-es útból ágazik ki, annak 12+500-as kilométerszelvénye közelében,  Kölesd központjában. Délnyugat felé indul, Rákóczi utca néven; a Hidas-patakkal párhuzamosan húzódik a kezdeti szakasza, majd nem sokkal arrébb, még a faluban keresztezi a vízfolyást, de egy ideig még ezután is egymást kísérve húzódnak. 1,2 kilométer megtétele előtt kilép a község házai közül és egyből átlépi Kistormás határát. Ott már nyugati irányban húzódik és a Petőfi Sándor utca nevet viseli. A második kilométere után, egy éles kanyarral elválik a Hidas-pataktól és Kossuth Lajos utca néven folytatódik északnyugati irányban. 3,1 kilométer megtételét követően lép ki ez utóbbi település házai közül.
A negyedik kilométerénél éri el Varsád határszélét, a község legkeletibb házait 5,7 kilométer után éri el. Kisebb irányváltásokkal előbb Ady Endre utca, majd Kossuth Lajos utca, a község északnyugati részén pedig újra Ady Endre utca a települési neve. 8,2 kilométer után hagyja el a település belterületét és 8,9 kilométer után éri el a következő település, Gyönk határát.
10,5 kilométer után éri el a kisváros első házait, ott a központig ismét Ady Endre utca a neve. A 12. kilométerénél éri el a település központját, ott egy rövid szakaszon nyugatnak fordul Dózsa tér néven, és két elágazása is van. Előbb, a tér keleti szélén a 63 118-as út ágazik ki belőle Miszla és Udvari felé, majd alig száz méterrel arrébb a 6315-ös út indul dél felé, ez Szakadáton és Diósberényen át Hőgyészig vezet. Ezután az út ismét északnyugati irányban folytatódik tovább, Táncsics Mihály utca néven, és 13,7 kilométer után lép ki Gyönk házai közül. A 16+550-es kilométerszelvényénél még elhalad Gerenyáspuszta külterületi településrész mellett, és ott egy elágazáshoz ér: a 63 122-es út ágazik ki belőle délnyugat felé, a zsákfalunak számító Szárazd községbe.
17,7 kilométer után lépi át az út Keszőhidegkút határát, hamarosan a Pusztaszabolcs–Pécs-vasútvonal mellé simul és eléri Keszőhidegkút-Gyönk vasútállomás térségét. 18,6 kilométer után ágazik ki belőle nyugat felé a rövidke 63 316-os út, ez szolgálja ki a vasútállomást, majd annak északi széle után, a 19+200-as kilométerszelvény táján kiágazik az útból a 6318-as út Regöly és Szakály felé. A 20. kilométere után éri el Keszőhidegkút központját, ott a belterület nyugati szélén húzódik végig, és Fő utca a települési neve. A 21. kilométeréig húzódik lakott területen, de csak a 23. kilométere után éri el a község északi határát.
Belecska a következő útjába eső település, ennek első házait 23,3 kilométer után éri el, a neve itt is Fő utca. A település központjából önkormányzati út indul kelet felé, Miszla irányába – ennek megépítésével szűnt meg a település korábbi zsákfalu jellege –, majd 24,7 kilométer után kilép az út Belecska házai közül. 28,2 kilométer után éri el az út Pincehely (Görbő településész) határát, és 28,8 kilométer után az első házait is, ahol a Zrínyi Miklós utca nevet veszi fel. A 61-es főútba betorkollva ér véget, annak 43+300-as kilométerszelvénye közelében, Pincehely belterületének keleti részén.
Teljes hossza, az országos közutak térképes nyilvántartását szolgáló kira.gov.hu adatbázisa szerint 30,019 kilométer.

## Települések az út mentén
- Kölesd
- Kistormás
- Varsád
- Gyönk
- Keszőhidegkút
- Belecska
- Pincehely-Görbő

## Története
1934-ben a kereskedelem- és közlekedésügyi miniszter 70 846/1934. számú rendelete a Gyönk és Kölesd közti szakaszát harmadrendű főúttá nyilvánította, a Tamási és Fadd között húzódó 612-es főút részeként. A döntés annak ellenére született meg, hogy a rendelet alapján 1937-ben kiadott közlekedési térkép az útvonalnak jelentős szakaszait (Tamási-Regöly, Kölesd-Szedres, illetve Szedres-Kölesd között) kiépítetlenként tüntette fel, és azok szilárd burkolatú útként talán soha nem is valósultak meg. Sőt, a térkép által már kiépültként jelölt Regöly-Gyönk szakasz is nehezen értelmezhető: későbbi térképeken, légifelvételeken nem lelhető fel, így bizonyára az is inkább csak terv maradt.